# Leptopelis calcaratus
Leptopelis calcaratus és una espècie de granota de la família dels hiperòlids que viu al Camerun, República Centreafricana, República Democràtica del Congo, Guinea Equatorial, el Gabon, Nigèria i, possiblement també, a la República del Congo i Uganda.
Està amenaçada d'extinció per la pèrdua del seu hàbitat natural.